# 今でも
『今でも』（いまでも）は、キム・ヒョンジュンの2枚目となるオリジナル・フルアルバム。
前作『UNLIMITED』から約2年2ヶ月ぶりのアルバム。「初回限定盤」3種と「通常盤」1種の4形態で発売。シングル「TONIGHT」と「HOT SUN」を収録し、それらのカップリング曲も収録。

## 収録曲
CD
1. TONIGHT
2. HOT SUN
3. Gentleman [JAPANESE VERSION]
4. 伝えたい言葉 [JAPANESE VERSION]
5. 今でも
6. 君だけを消せなくて
7. TIMING (feat.SKY-HI)
8. Cappuccino
9. Beauty Beauty [JAPANESE VERSION]
10. Nothing on You (feat.Han-Hae of Phantom) [JAPANESE VERSION]
11. B.I.N.G.O
12. Good-Bye

初回限定盤A/B DVD
1. 今でも -Music Video-
2. TONIGHT -Music Video-
3. Cappuccino -Music Video-
4. 君だけを消せなくて -Music Video-
5. HOT SUN -Jacket Making Film-
6. 今でも -Making Film-

| スタブアイコン | サブスタブ | この項目は、まだ閲覧者の調べものの参照としては役立たない、アルバムに関連した書きかけの項目です。この項目を加筆・訂正などしてくださる協力者を求めています（P:音楽/PJ:アルバム）。 |